# Spegazziniophytum patagonicum
Spegazziniophytum patagonicum är en törelväxtart som först beskrevs av Carlos Luis Spegazzini, och fick sitt nu gällande namn av Hans-Joachim Esser. Spegazziniophytum patagonicum ingår i släktet Spegazziniophytum och familjen törelväxter. Inga underarter finns listade i Catalogue of Life.